# Русская жизнь (журнал, Москва)
«Русская жизнь» — общественно-политический и литературный журнал, издавался с апреля 2007 года по июнь 2009 года в городе Москве. С октября 2012 года по март 2013-го журнал существовал как интернет-издание.
Основатель и председатель редакционного совета — Николай Левичев, главный редактор — Дмитрий Ольшанский. Среди авторов журнала — Дмитрий Быков, Дмитрий Галковский, Денис Горелов, Дмитрий Губин,  Максим Кантор, Олег Кашин, Захар Прилепин, Татьяна Толстая, Александр Храмчихин
Постоянные разделы журнала (входили в состав с первого до последнего выпуска): Насущное, Былое, Думы, Образы, Лица, Гражданство, Мещанство, Художество. Другие разделы: Воинство, Священство, Семейство. 
17 июня 2009 года вышел последний 50-й выпуск. Журнал прекратил своё существование по финансовым причинам.
В октябре 2012 года журнал «Русская жизнь» стал выходить как интернет-издание. 

Разные мнения, никакой партийности, искусство для искусства, чистая словесность.— шеф-редактор «Русской жизни» Александр Тимофеевский
14 марта 2013 года журнал был закрыт, по утверждению гендиректора медиагруппы «Событие» Игоря Мальцева, исключительно из финансовых соображений.

По итогам первого года развития проекта «Русская жизнь» руководство Медиа Группы «Событие» приняло решение о выходе из проекта. Это связано с существенным отклонением от плановых экономических показателей, которое мы наблюдаем. Речь идёт о недостаточной динамике сборов от рекламы.— Официальное заявление инвестора «Русской жизни» — медиагруппы «Событие»